# Peter J. Olsson

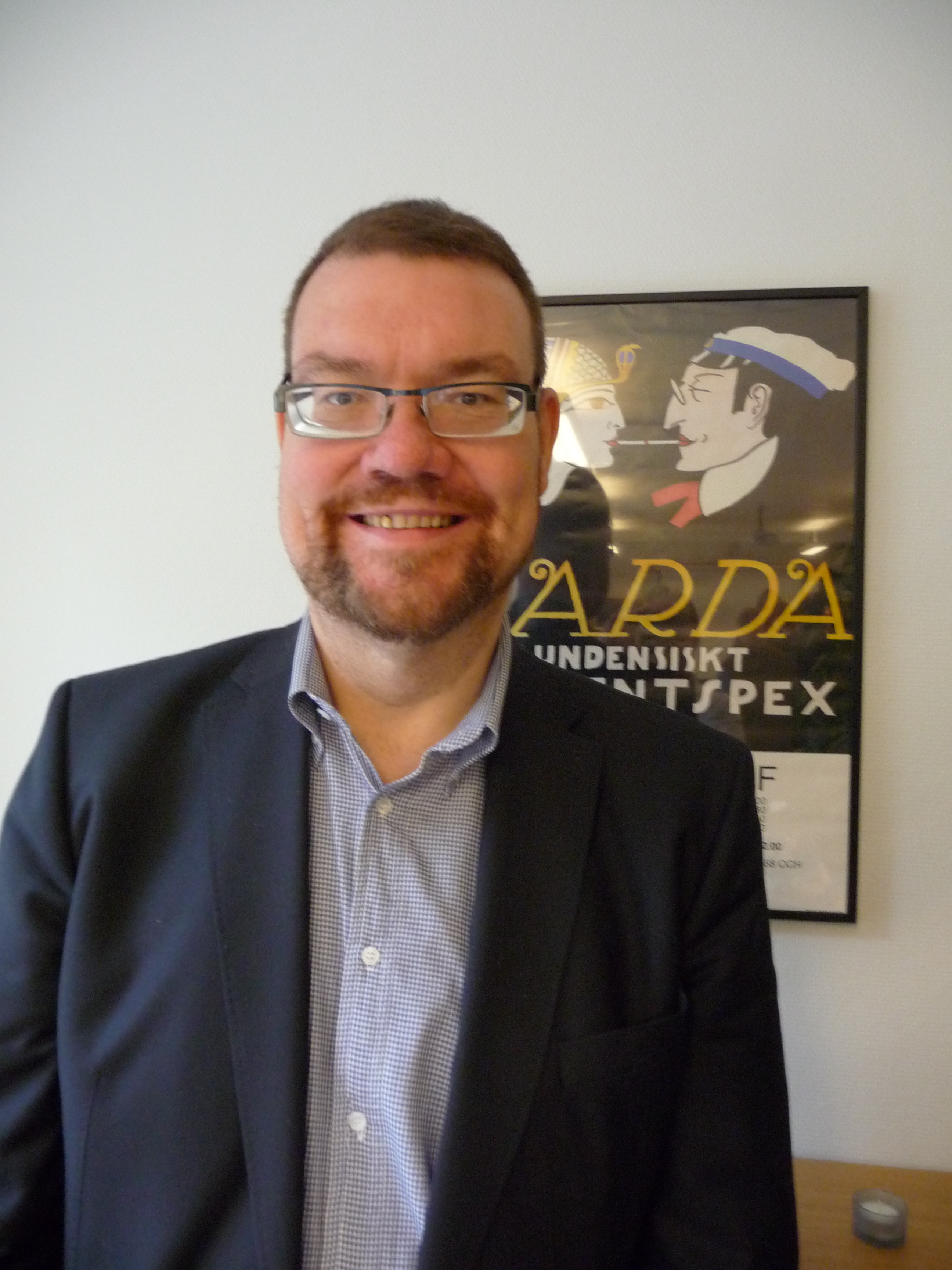
Peter J Olsson

Peter Anders Johannes Olsson, född den 24 juni 1958 i Växjö, är en svensk journalist: politisk redaktör och ledarskribent i Kvällsposten.
Han arbetade på Kvällsposten 1989 till 2014, bland annat en period som administrativ redaktör, och blev chef för ledarsidan 1999.
Olsson har bland annat fått Gunnar Heckschers stipendium för reformvänlig konservatism 1989 och Sydsvenska Industri & Handelskammarens journaliststipendium 2004, samt Öresundskomiteens pris som "Årets eldsjäl" för Öresundsintegrationen 2011.
Under studietiden i Lund var Olsson aktiv i FMS Lund, numera Studentföreningen Ateneum, bland annat som redaktör för föreningens tidskrift Nye Atenaren, samt kårpolitiker i Lunds studentkår; 1984 var han studentkårens socialombudsman. Han var vice ordförande i Fria Moderata studentförbundet 1986-89.
Uppväxttidens senare del bodde Olsson i Värnamo där han också gick ut gymnasiet. Tillsammans med flera andra opinionsbildare och politiker med rötter där har han ansetts representera den så kallade Värnamoliberalismen. 
Som politisk redaktör för Kvällsposten profilerade han sig som en förespråkare för regionalt självstyre och för en integrerad Öresundsregion. Som en symbol för detta stod de flesta dagar på Kvällspostens ledarsida uppmaningen ..för övrigt anser vi att priserna på Öresundsbron ska sänkas.